# کراکت (کالیفرنیا)
کراکت (به انگلیسی: Crockett) یک منطقهٔ مسکونی در ایالات متحده آمریکا است که در شهرستان کنترا کوستا، کالیفرنیا واقع شده‌است. کراکت ۲٫۷۴۶ کیلومتر مربع مساحت و ۳٬۰۹۴ نفر جمعیت دارد و ۳۹٫۰۱ متر بالاتر از سطح دریا واقع شده‌است.